# Harison da Silva Nery
Harison da Silva Nery (sinh ngày 2 tháng 1 năm 1980) là một cầu thủ bóng đá người Brasil.

## Sự nghiệp câu lạc bộ
Harison da Silva Nery đã từng chơi cho Urawa Reds, Vissel Kobe và Gamba Osaka.